# 88470 Joaquinescrig
88470 Joaquinescrig è un asteroide della fascia principale. Scoperto nel 2001, presenta un'orbita caratterizzata da un semiasse maggiore pari a 2,6189033 UA e da un'eccentricità di 0,1539069, inclinata di 3,92046° rispetto all'eclittica.
L'asteroide è dedicato allo spagnolo Joaquín Escrig Ferrando, cugino dello scopritore.